# Penicillium
Genre
Penicillium est un genre de champignons imparfaits (deutéromycètes) de la famille des Trichocomaceae, à répartition cosmopolite, qui comprend plus de 300 espèces. 
Certaines espèces de ce genre sont utilisés pour la fabrication de fromages ou de médicaments. D'autres espèces sont toxiques.

## Identification

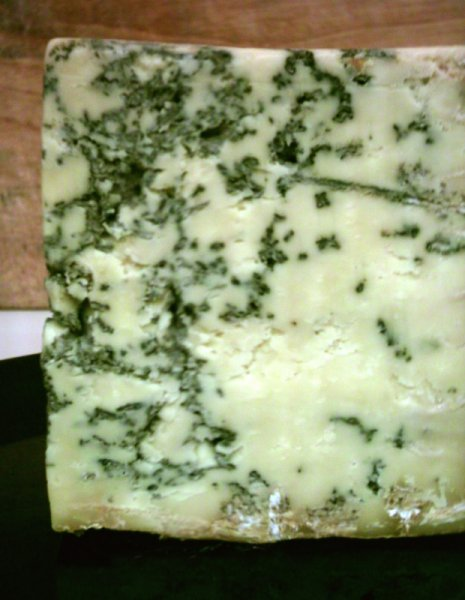
Penicillium roqueforti dans un
« Blue Stilton »

Les formes parfaites (téléomorphes) de quelques espèces de Penicillium sont connues. Ces espèces appartiennent au phylum des Ascomycètes (ordre des Eurotiales, famille des Trichocomacées). Pour plusieurs espèces de Penicillium, le stade parfait demeure inconnu. 
Les Penicillium sont des champignons filamenteux. Le conidiophore ramifié possède une forme ressemblant à celle d’un pinceau. Les conidies sont disposées en longues chaînes. Le thalle est vert ou blanc. Ce genre comprend entre 100 et 250 espèces.
Ce sont des champignons pour la plupart très communs dans l’environnement pouvant être responsables de nombreuses dégradations. Ils ont pour habitat le sol, les denrées alimentaires, les matières organiques en décomposition, le compost, les graines, les céréales… Sa taille est approximativement de 2 à 10 μm.

## Utilisation industrielle
Diverses espèces sont cultivées au niveau industriel pour la fabrication de fromages (Penicillium roqueforti, Penicillium camemberti), de charcuteries (Penicillium salamii et P. nalgiovense), pour la production de métabolites : les antibiotiques de type pénicillines (Penicillium notatum, Penicillium chrysogenum), l’acide gluconique (par Penicillium purpurogenum), la griséofulvine (Penicillium griseofulvum). Certaines espèces peuvent en outre produire de dangereuses mycotoxines.

## Liste des espèces
- Penicillium chrysogenum est une espèce très commune dans les sols, sur les matières organiques et les denrées alimentaires. Cette espèce peut provoquer la détérioration des textiles, papiers et des produits alimentaires. Cette espèce est aussi utilisée pour la fabrication industrielle de la pénicilline.
- Penicillium notatum synthétise la pénicilline, premier antibiotique découvert par le britannique Alexander Fleming le 3 septembre 1928.
- Penicillium camembertii est utilisé en fromagerie pour la fabrication de fromages à pâte molle à croûte fleurie tels que le brie, le camembert, quelques fromages de chèvre, etc.
- Penicillium roqueforti intervient dans l'affinage des fromages à pâte persillée du type roquefort, fourme d'Ambert, bleu d'Auvergne, etc.
- Penicillium glaucum est utilisé pour la production de fromages bleus comme le Gorgonzola ou le Bleu de Gex.
- Penicillium griseofulvum largement répandue dans le sol et les matières en décomposition, cette espèce peut produire une mycotoxine dangereuse : la patuline (ou clavacine).
- Penicillium expansum est un agent de pourriture des fruits (pommes et poires) et peut de plus produire la patuline. Cette espèce peut contaminer les jus de fruits et compotes.
- Penicillium digitatum et Penicillium italicum sont des agents de pourriture « verte » et « bleue » des agrumes.
- Penicillium marneffei est une espèce pathogène pour l'homme en Asie du Sud-Est (Vietnam, Chine du Sud, Thaïlande), redoutable chez les patients séropositifs au VIH.